# Setut
Setut nebo Senenh byl egyptský faraon z 9. dynastie během prvního přechodného období.
Jediná dochovaná zmínka o tomto panovníkovi se nachází na turínském královském papyru, ale neexistuje žádný archeologický nález, který by jeho existenci potvrdil. Sídlil pravděpodobně v Herakleopolisu.